# Thunander från Västergötland
För släkten Tunander med rötter i Stora Tuna, se Tunander från Dalarna
Thunander från Västergötland är en svensk släkt med rötter i Sandhems socken i Västergötland.

## Stamtavla över kända medlemmar
- Erik Andersson Tunander (född 1745), Bryngelshemmet, Sandhems socken
  - Johan Gustav Tunander (1780–1829), mjölnare, Sörkvarn, Fivlereds socken, Västergötland
    - Gustava Thunander (1810–1880), Jönköping, gift med Jonas Svensson, hemmansägare, Skogen, Vrigstads socken, Småland, deras söner upptog moderns namn
      - Johan Wilhelm Thunander (1844–1927), grundare av Hagafors Stolfabrik, Hagafors, Svenarums socken, Småland
        - Hans Thunander (1888–1954), disponent, Hagafors, Svenarums socken
          - Hans Tord Thunander (1919–2010), ingenjör och uppfinnare
          - Rudolf Thunander (1921–2003), lärare, historiker och författare
          - Harald Thunander (1922–2004), disponent
            - Leif Thunander (född 1948)
              - Jessica Thunander (född 1973), riksdagsledamot

          - Karl Axel Thunander (1930–2001), musikdirektör och professor

        - Martha Thunander (1890–1932), gift med Karl Åstrand, kantor, folkskollärare
          - Per-Olof Åstrand (1922–2015), fysiolog
          - Hans Åstrand (född 1925), musikskribent

      - Karl Thunander (1847–1926), kyrkoherde i Öja församling, Södermanland, prost
        - Gunnar Thunander (1883–1967), skolman
          - Mats Thunander (1914–2000), lektor
            - Tina Thunander (född 1955), journalist och författare

      - Frans Edvard Thunander (1851–1896), snickare
        - Alma Thunander (1880–1960), gift med John Ringius, grosshandlare
          - Britta Holmström (1911–1992), grundare av Individuell Människohjälp, gift med Folke Holmström
            - Mikael Holmström (född 1955), journalist och författare